# Miodrag Božović
Miodrag Božović (Mojkovac, Yugoslavia —actual Montenegro—; 22 de junio de 1968) es un exfutbolista y entrenador montenegrino, actualmente entrena al club de fútbol iraní Esteghlal Tehran, cargo que asumió desde el 26 de febrero de 2025.

### jugador
Bozovic empezó su carrera como futbolista, a lo largo de la cual jugó de defensa central, en el Buducnost Podgorica, en el que jugó seis temporadas antes de dar el salto al Estrella Roja Belgrado en 1992. Dos años más tarde fichó por el exótico Pelita Jaya de Indonesia (en el que compartió vestuario con el mítico Roger Milla), y de ahí pasó al APOP Kinyras Peyias chipriota antes de recalar en el RKC Waalwijk, de la Eredivisie. La temporada siguiente probó fortuna en el Avispa Fukuoka antes de regresar a Países Bajos, donde terminaría su carrera en el año 1999 en el RBC Roosendaal.

### Como entrenador
Un año más tarde Bozovic volvió a Serbia para empezar su carrera como entrenador al frente del modesto F. K. Belgrado. A lo largo de las siguientes temporadas Bozovic desarrolló su carrera en Serbia y Montenegro (Borac Cacak, Hajduk Belgrado, F. K. Budućnost, F. K. Grbalj), con sendas breves aventuras al frente de equipos en Chipre (AEP Paphos) y Japón (Consadole Sapporo) entremedias.
En 2008 se marchó a Rusia para entrenar al Amkar Perm, al que metió en la Copa de la UEFA, acabando en cuarta posición la temporada. Este éxito atrajo al F. C. Moscú, al que Bozovic entrenó en la que sería su última temporada. La desaparición del club pocas semanas antes del inicio de la temporada 2010 le dejó sin equipo, pero el Dinamo Moscú se hizo inmediatamente con sus servicios.
En el mes de abril de 2011, la Comisión Directiva del Dinamo de Moscú optó por la destitución del técnico montenegrino ante el tibio inicio del cuadro capitalino en el Campeonato Ruso: el equipo era 9.º con un balance de 2 victorias, 1 empate y 2 derrotas, a 4 puntos del líder, el Zenit de San Petersburgo.
Fue contratado posteriormente por el F. C. Amkar Perm, en el que estuvo durante una temporada, hasta que finalizó su vinculación con dicho club en junio de 2012. Desde ese momento firmó un nuevo contrato con el F. C. Rostov.

## Clubes

### Como jugador
| Club                      | País         | Periodo   | PJ (G)  |
| ------------------------- | ------------ | --------- | ------- |
| F. K. Budućnost           | Yugoslavia   | 1986-1992 | 107 (6) |
| Estrella Roja de Belgrado | Yugoslavia   | 1992-1994 | 52 (1)  |
| Pelita Jaya               | Indonesia    | 1994-1996 |         |
| APOP Kinyras Peyias       | Chipre       | 1996-1997 |         |
| RKC Waalwijk              | Países Bajos | 1997-1998 | 19 (1)  |
| Avispa Fukuoka            | Japón        | 1998      | 8 (0)   |
| RBC Roosendaal            | Países Bajos | 1999      | 5 (0)   |

### Como entrenador
| Club                      | País                | Temporada  |
| ------------------------- | ------------------- | ---------- |
| F. K. Belgrado            | RF Yugoslavia       | 2000-2001  |
| Consadole Sapporo         | Japón               | 2001-2002  |
| F. K. Borac Čačak         | RF Yugoslavia       | 2002-2003  |
| Hajduk Belgrado           | Serbia y Montenegro | 2003-2004  |
| AEP Paphos FC             | Chipre              | 2004-2005  |
| F. K. Borac Čačak         | Serbia y Montenegro | 2005-2006  |
| F. K. Budućnost           | Montenegro          | 2006-2007  |
| F. K. Grbalj              | Montenegro          | 2007       |
| F. K. Borac Čačak         | Serbia              | 2007       |
| Amkar Perm                | Rusia               | 2008       |
| F. C. Moscú               | Rusia               | 2009       |
| F. C. Dinamo Moscú        | Rusia               | 2010-2011  |
| Amkar Perm                | Rusia               | 2011-2012  |
| F. C. Rostov              | Rusia               | 2012-2014  |
| F. C. Lokomotiv Moscú     | Rusia               | 2014-2015  |
| Estrella Roja de Belgrado | Serbia              | 2015-2017  |
| PFC Arsenal Tula          | Rusia               | 2017-2018  |
| PFC Krylia Sovetov Samara | Rusia               | 2018-2019  |
| PFC Krylia Sovetov Samara | Rusia               | 2019-2020  |
| PFC Arsenal Tula          | Rusia               | 2021-2022  |
| Esteghlal Khuzestan FC    | Irán                | 2024-2025. |
| Esteghlal Tehran FC       | Irán                | 2025-Act.  |